# 矶鹬
矶鹬（学名：Actitis hypoleucos），是鷸科的一种。是一種小型古北區涉禽。這種鳥與其美洲的姊妹物種斑腹磯鷸（A. macularia）一起組成了磯鷸屬（Actitis）。牠們是鄰域性物種，在地理上相互替代；迷途的鳥類可能會與其他物種的繁殖個體一起定居並進行雜交。也有有關磯鷸與白腰草鷸雜交的報告，後者是與牠們密切相關的鷸屬（Tringa）中的基群物種。

## 分類學
磯鷸在1758年由瑞典博物學家卡爾·林奈在他的《自然系統》第十版中正式描述，當時牠的雙名法名稱為Tringa hypoleucos。 現在這個物種與斑腹磯鷸一起被歸入由德國動物學家Johann Karl Wilhelm Illiger於1811年引入的磯鷸屬（Actitis）中。 屬名Actitis來自古希臘語aktites，意為「海岸居民」，源自akte，意思是「海岸」。具體名稱hypoleucos由古希臘語的hupo，意思是「下面」，與leukos，意思是「白色」，組合而成。 此物種為單型物種，沒有亞種被認可。

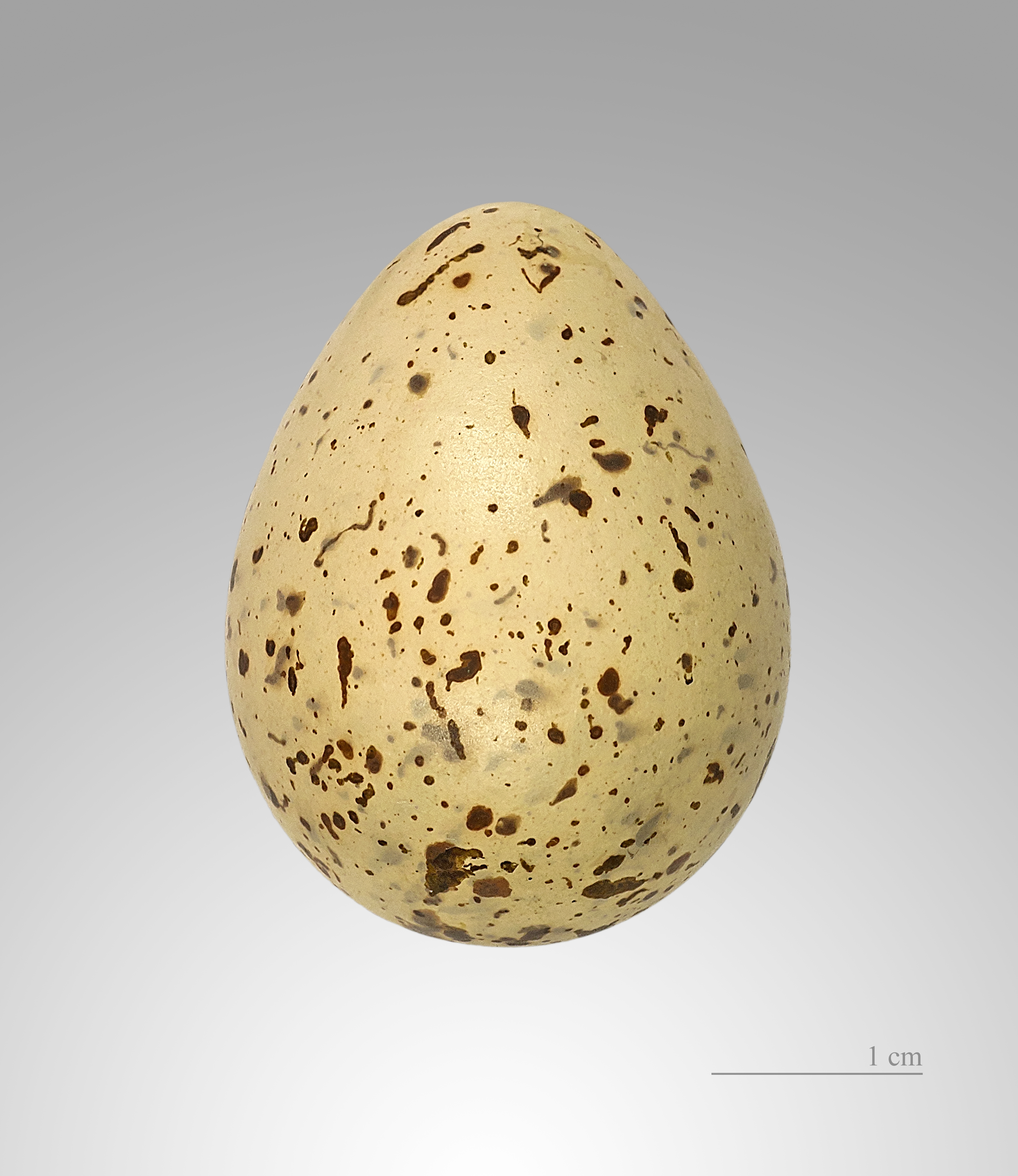
Actitis hypoleucos

## 描述
成年磯鷸身長約為18—20 cm（7.1—7.9英寸），翼展約為32—35 cm（13—14英寸）。牠的上體呈灰褐色，下體為白色，腿和腳為短的深黃色，喙的基部較淡而尖端較暗。冬季羽毛時，牠們的顏色更黯淡，翅膀上的條紋也更明顯，儘管這些條紋僅在近距離時才能看清。幼鳥的上體有更多條紋，且翅膀羽毛的邊緣為淡黃色。
這種鳥類與略大一些的斑腹磯鷸（A. macularia）在非繁殖季節的羽毛非常相似。但牠較暗的腿和腳以及更清晰的翅膀圖案（在飛行中可見）是區分的特徵，當然牠們很少在同一地點出現。

## 分布與遷徙
磯鷸在大部分溫帶和亞熱帶的歐洲和亞洲地區繁殖，並在冬季遷徙至非洲、南亞和澳大利亞。牠們的遷徙路線東邊經過密克羅尼西亞的帛琉，數百隻鳥可能會在此地停留。牠們會在4月的最後一週到5月的第一週離開帛琉地區，前往繁殖地。

## 行為與生態
磯鷸通常單獨活動，偶爾成小群，但有時在遷徙季節或繁殖季節的棲地會形成較大的群體。牠們很少加入多物種混合的群體。 此物種具有獨特的剛硬翅膀飛行方式，通常低飛於水面上。  

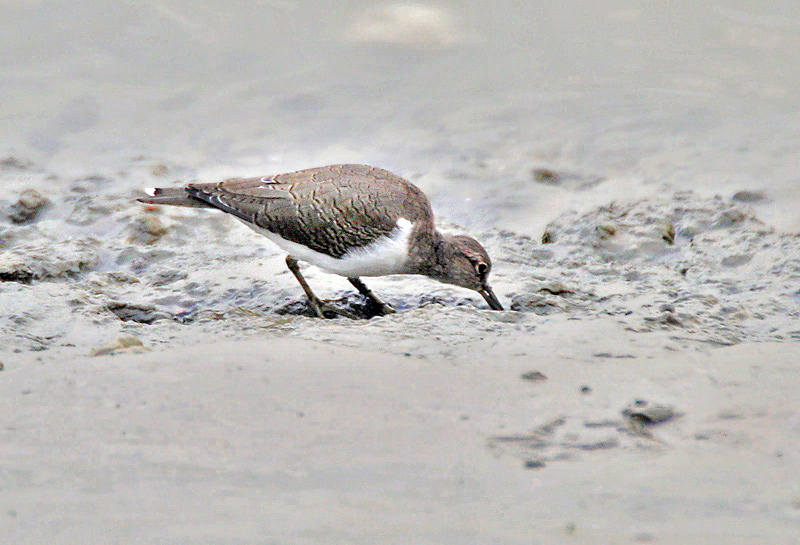
越冬鳥以“matakakoni”方式覓食,
普里

### 棲地
栖息地从沿海滩涂和沙洲至海拔1500米的山地稻田及溪流、河流两岸。

### 繁殖
磯鷸在靠近淡水的地面上築巢。當受到威脅時，幼鳥可能會緊貼在父母的身體上，隨之飛離至安全地點。

### 覓食
磯鷸在地面或淺水中用視覺覓食，拾取小型食物如昆蟲、甲殼類和其他無脊椎動物；牠甚至可能在飛行中捕捉昆蟲。

### 叫聲
叫声－细而高的管笛音twee-wee-wee-wee。

## 保護
磯鷸分布廣泛且數量普遍，因此在IUCN紅色名錄中被列為無危物種，但在澳大利亞的某些州被視為易危物種。 磯鷸是非歐亞遷移性水鳥協定（AEWA）適用的物種之一。

## 與人類的關係
在巴布亞紐幾內亞努庫瑪努群島的努庫瑪努語中，這種鳥類通常被稱為tiritavoi。另一個努庫瑪努語名稱為matakakoni，但這個名稱在有兒童和婦女在場時被認為有些禁忌而不使用。原因是matakakoni的意思是「走幾步就交配的鳥」，這是因為磯鷸屬（Actitis）這種鳥在覓食時特有的尾部搖擺和頭部前後推進的動作。